# 眠狂四郎
眠狂四郎（ねむり きょうしろう），是日本作家柴田鍊三郎的小說中登場的劍客。1956年5月在『週刊新潮』連載的「眠狂四郎無賴控」初登場。
眠狂四郎是改宗神父和日本人的混血兒，以「圓月殺法」之劍術活躍於世，引發日後劍豪小說的熱潮。

## 作品

### 長編
- 眠狂四郎無賴控　全6卷
- 眠狂四郎獨歩行　上下卷
- 眠狂四郎殺法帖　上下卷
- 眠狂四郎孤劍五十三次　上下卷
- 眠狂四郎虛無日誌　上下卷
- 眠狂四郎無情控　上下卷
- 眠狂四郎異端狀

### 短編
- 贋者助太刀・眠狂四郎市井譚の内
- 義理人情記・眠狂四郎市井譚の内
- 眠狂四郎京洛勝負帖
- 消えた兇器
- 花嫁首
- 悪女仇討
- 狐と僧と浪人
- のぞきからくり

## 映像化作品

### 電影
- 眠狂四郎映画版：東寶，1956年─1958年。全3作。鶴田浩二主演。
- 眠狂四郎映画版：大映，1963年─1969年。全12作。市川雷藏主演。
- 眠狂四郎映画版：大映，1969年。市川雷藏系列的後繼作品。全2作。松方弘樹主演。

### 電視
- 眠狂四郎無賴控：1957年，日本電視台。江見渉（江見俊太郎）主演。
- 眠狂四郎：1961年，日本電視台。江見渉（江見俊太郎）主演。
- 眠狂四郎：1967年，富士電視台。平幹二朗主演。
- 眠狂四郎：1972年─1973年，關西電視台・東映。全26話。田村正和主演。90年代有數回電視SP。
- 眠狂四郎圓月殺法：1982年─1983年，東京電視台・歌舞伎座電視。全19話。片岡孝夫（現・片岡仁左衛門）主演。
- 眠狂四郎無賴控：1983年，東京電視台・歌舞伎座電視。全22話。片岡孝夫（現・片岡仁左衛門）主演。
- 眠狂四郎・The Final 2018年　田村正和主演

## 漫畫
- 『眠狂四郎』「週刊コミックバンチ」2001年創刊1号～2003年43号連載。柳川喜弘畫。バンチコミック全10卷、新潮社。

## 雜誌書
- 『RAIZO「眠狂四郎」の世界』　＜歴史読本1994年11月特別増刊号＞、新人物往来社、市川雷藏没後25年記念出版

## 舞台
- 『眠狂四郎　無賴控（NEMURI×GACKT PROJECT）』　2010年5月～、脚本小山薰堂、主演GACKT。

## 外部連結
- 「眠狂四郎系列」（市川雷藏主演） （页面存档备份，存于）